# مطالعات زنان
مطالعات زنان یک حوزهٔ میان‌رشته‌ایِ دانشگاهی در زمینهٔ علوم انسانی و علوم اجتماعی است که به مسائل زنان، فمینیسم، جنسیت، جنسگونگی و تبعیض‌های جنسیتی می‌پردازد. مطالعات زنان مباحثی همچون نظریه‌های فمینیستی، نظریهٔ فراهنجار، تاریخ جنبش زنان، ادبیات زنان، تاریخ اجتماعی، مسائل مربوط به بهداشت و سلامت زنان و زنان و توسعه را دربرمی‌گیرد.
در ایران، از خرداد ۱۳۹۱ خورشیدی، رشتهٔ مطالعات زنان با تصویب شورای عالی انقلاب فرهنگی به رشتهٔ «مطالعات خانواده و حقوق زن در اسلام» تغییر نام پیدا کرد.

## تاریخچه
این رشته از اواخر دههٔ ۱۹۶۰ میلادی و به‌دنبال تأثیر سیاسی موج دوم فمینیسم بر دانشگاه‌های غرب تأسیس شد. بحث‌های مخالف زیادی در مورد این رشته وجود دارد؛ ازجمله اینکه مباحث مطرح‌شده در این رشته گرایش‌های ضدمرد دارند و رادیکال هستند یا به زنان به‌عنوان یک گروه کلیِ ازپیش‌تعریف‌شده نگاه می‌کنند. درعین‌حال، واحدهای درسی ارائه‌شدهٔ این رشته در دانشگاه‌های مختلف دنیا مباحث مختلفی ازجمله مطالعات مردان، مطالعات جنسیتی که دربرگیرندهٔ همهٔ افراد جامعه با جنسیت‌های مختلف و گرایش‌های مختلف جنسی هستند، و فمینیسم فراملیتی را دربرمی‌گیرند و ظلم و بی‌عدالتی اجتماعی در همهٔ سطوح انسانی را مورد توجه قرار می‌دهند.

## مسائل مطرح در مطالعات زنان
- توجه به تجربه‌های زنان در نظریه‌پردازی و تحقیق‌های عملی؛
- از بین بردن کلیشه‌های جنسیتی و تصحیح تصورات تعصب‌آمیز کلی دربارهٔ زنان؛
- به چالش کشیدن روش‌های تحقیق پوزیتیویستی که براساس آمار کمّی به نظریه‌های مختلف عمومیت می‌بخشند و تأکید بر روش‌های تحقیق کیفی که تجربه‌ها و حکایت‌های شخصی را مورد توجه قرار می‌دهند؛
- نظریه‌پردازی دربارهٔ جایگاه زنان در جامعه و راه‌کارهای عملیِ مناسب برای تغییرات اجتماعی؛
- به چالش کشیدن تصور کلی دربارهٔ مفهوم «زن» به‌عنوان یک پدیدهٔ مشخص و تعریف شده در چارچوب مشخصات بیولوژیکی و «طبیعی»؛
- بررسی و توجه به گوناگونیِ تجربه‌های زنان و عوامل مختلفی ازقبیل جنسیت، گرایش جنسی، نژاد، طبقهٔ اجتماعی، ملیت، سن، مذهب و توانایی جسمی که در طلاقی با یک‌دیگر به نابرابری‌های اجتماعی و استثمار منجر می‌شوند.

## مطالعات زنان در ایران
پس از انقلاب ۱۳۵۷ ایران، برای نخستین بار در سال ۱۳۸۰ دورهٔ کارشناسی ارشد رشتهٔ «مطالعات زنان» در دانشگاه الزهرا، دانشگاه علامه طباطبایی و دانشگاه تربیت مدرس تأسیس شد. این رشته همچنین در سطح کارشناسی ارشد در مرکز مطالعات و تحقیقات زنان دانشگاه تهران ارائه می‌شود.
در خرداد ۱۳۹۱، غلامعلی حداد عادل، رئیس «شورای تخصصی تحول و ارتقای علوم انسانی»، در جلسهٔ این شورا اظهار داشت: «رشتهٔ مطالعات زنان، به آن صورتی که در دانشگاه‌های دنیا تدریس می‌شود، در تعارض جدی با اسلام قرار دارد؛ به همین دلیل، این شورا تصمیم گرفته‌است تا دربارهٔ آن تجدیدنظر اساسی صورت بگیرد». همچنین، رشتهٔ مطالعات زنان با تصویب شورای عالی انقلاب فرهنگی به رشتهٔ «مطالعات خانواده و حقوق زن در اسلام» تغییر یافت.